# Магна (Јута)
Магна (енгл. Magna) насељено је место без административног статуса у америчкој савезној држави Јута.

## Демографија
По попису из 2010. године број становника је 26.505, што је 3.735 (16,4%) становника више него 2000. године.
| Група             | 2000.          | 2010.          |
| Белци             | 18.348 (80,6%) | 18.632 (70,3%) |
| Афроамериканци    | 145 (0,6%)     | 240 (0,9%)     |
| Азијати           | 136 (0,6%)     | 221 (0,8%)     |
| Хиспаноамериканци | 3.416 (15,0%)  | 6.188 (23,3%)  |
| Укупно            | 22.770         | 26.505         |